# Emblema de la República Popular de Bulgaria
El emblema de la República Popular de Bulgaria fue el emblema nacional de Bulgaria durante el período comunista entre 1946 y 1990. 

## Descripción
El emblema estaba constituido por un león plateado rampante, en un fondo celeste, y debajo se encuentra un engranaje, también plateado. Estos están rodeados por dos espigas de trigo que tienen entrelazados un listón con los colores de la bandera nacional, y debajo de este, otro listón, pero rojo, que tiene indicados los años 681, año en que se creó el Primer Imperio Búlgaro, y 1944, año en el que ocurrió la revolución comunista en el país. Sobre el conjunto, se encuentra una estrella roja, símbolo del comunismo.

## Historia
El emblema se utilizó por primera vez desde 1946 hasta el final del régimen comunista en 1990. Tras el golpe de Estado comunista que se llevó a cabo contra el gobierno del rey Simeón el 9 de septiembre de 1944, los insurgentes utilizaron banderas reales desfiguradas cortando la corona y las cifras reales. Alrededor de los brazos había una guirnalda de ramas de roble y olivo. El 15 de septiembre de 1946 se proclamó la República Popular. El 6 de diciembre de 1947 se adoptó un emblema inspirado en el Emblema de la Unión Soviética que consistía en una  estrella roja de cinco puntas con ocho espigas de trigo o atada con una cinta Gules inscrita con el lema:  '9 IX 1944' .
En 1948, la cinta se cambió a los colores de la bandera de Bulgaria. Sin embargo, en 1967, el diseño del emblema ha cambiado ligeramente con respecto a la versión anterior con el trigo blanco reemplazando al dorado. La versión más reciente del emblema se usó a partir de 1971 con el emblema indicado en el año 681, el año del establecimiento del Primer Imperio Búlgaro por Asparukh se agregó junto a 1944.
En 1997, fue adoptado un nuevo escudo de armas.

1946-1948
1948
1948-1968
1968-1971
1971-1990